# Temperatura minimalna
Temperatura minimalna – najniższa temperatura powietrza zanotowana na danej stacji lub na danym obszarze w ciągu określonej sesji pomiarowej: doby, miesiąca, roku czy wielolecia.
Różnica między tą temperaturą a temperaturą maksymalną to amplituda temperatury powietrza, w zależności od okresu pomiaru, dobowa, miesięczna, roczna lub wieloletnia.